# Prins Hendrik (Venlo)
Prins Hendrik is een monumentaal pand in het centrum van Venlo, dat dienstdoet als café-restaurant, en bevindt zich aan het Nolensplein en Nolenspark.

## Geschiedenis
Rond 1900 werd het pand gebouwd.

## Bouwwerk
Het hoekpandis opgetrokken in barok-stijl en heeft twee voorgevels die op één ding na nog oorspronkelijk zijn. Op de schuine hoek is er een balkon aangebracht en bovenaan loopt de gevel uit in een torentje. De gevels zijn uitgevoerd in gele stenen met rode stenen voor de omlijstingen en ter versiering.